# Елвін і бурундуки: Бурундомандри
«Елвін і бурундуки: Бурундомандри» (англ. «Alvin and the Chipmunks: The Road Chip») — анімаційний фільм, продовження «Елвін та бурундуки», «Елвін та бурундуки 2», «Елвін та бурундуки 3».
Світова прем'єра відбулась 18 грудня 2015. В Україні — 7 січня 2016.

## Сюжет
Через низку непорозумінь Елвін, Саймон та Теодор починають думати, що Дейв збирається запропонувати руку і серце своїй новій дівчині у Нью-Йорку… і кинути їх. Вони мають три дні, аби дістатися до нього й зупинити освідчення, врятувавши себе не тільки від втрати Дейва, але, можливо, й від отримання жахливого звідного брата.

## У ролях
- Джейсон Лі — Девід «Дейв» Севілл
- Тоні Гейл — Агент Джеймс Суггс
- Кімберлі Вільямс-Пейслі — Саманта
- Джош Грін — Майлс
- Белла Торн — Ешлі
- Джастін Лонг — Елвін Севілл (озвучка)
- Меттью Грей Гублер — Саймон Севілл (озвучка)
- Джессі Маккартні — Теодор Севілл (озвучка)
- Кейлі Куоко — Елеонора (озвучка)
- Анна Феріс — Джанетт (озвучка)
- Кристина Епплгейт — Бриттані (озвучка)
- Стефан Кендал Горді — самого себя
- Лора Марано — няня в готелі
- Едді Стіплз — Баррі

## Український дубляж
Фільм дубльовано студією «Постмодерн» на замовлення компанії «Ukrainian Film Distribution» у 2015 році.
- Перекладачка — Тетяна Коробкова
- Режисерка дубляжу — Людмила Петриченко
- Звукорежисер — Антон Семикопенко
- Диктор — Кирило Нікітенко
- Ролі дублювали: Павло Скороходько, Михайло Тишин, Андрій Федінчик, Світлана Шекера, Юлія Перенчук, Ольга Радчук, Наталя Романько-Кисельова, Андрій Твердак, Юрій Сосков, В'ячеслав Дудко, Євген Пашин, Олег Лепенець, Володимир та Дмитро Терещуки, Олена Бліннікова, Людмила Петриченко, Юрій Кудрявець, Катерина Брайковська, Ганна Левченко, Максим Чумак та інші.